# Duvier Riascos
Duvier Orlando Riascos Barahona (né le 25 juin 1986 à Buenaventura en Colombie) est un footballeur colombien. Il joue au Deportivo Pasto.

## Biographie

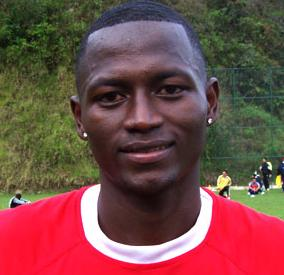
Duvier Riascos

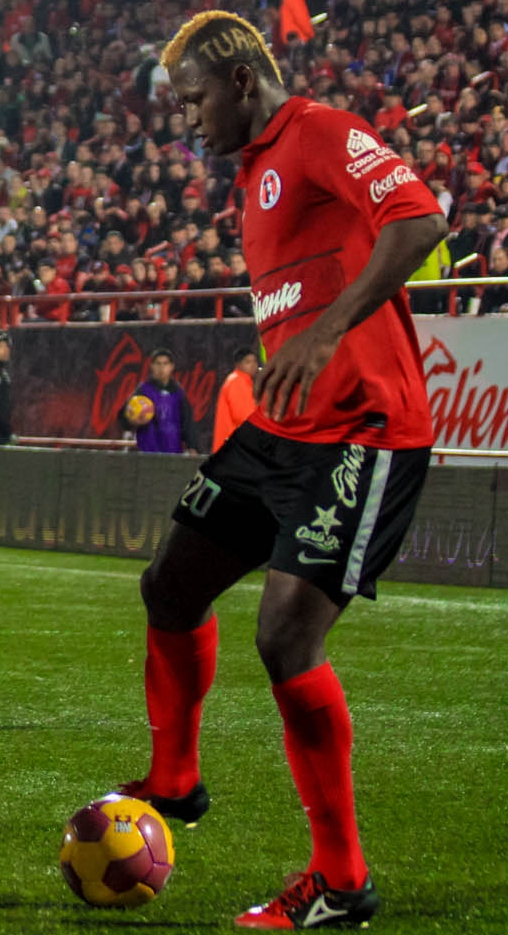
Riascos avec le Club Tijuana en 2012

Le 19 mars 2020, il s'engage en faveur du Club Always Ready.

## Palmarès

### En club
- Club Tijuana
  - Vainqueur du Tournoi Apertura en 2012

- Vasco da Gama
  - Vainqueur du Championnat de Rio de Janeiro en 2016

- Universidad Católica
  - Vainqueur du Championnat du Chili en 2019
  - Vainqueur de la Supercoupe du Chili en 2019

### Distinctions personnelles
- Estudiantes Merida
  - Meilleur buteur de la Copa Venezuela en 2008

- Shanghai Shenhua
  - Joueur de l'année de la fédération de Chine de football en 2010
  - Meilleur buteur du championnat de Chine en 2010

- Vasco da Gama
  - Membre de l’équipe de l'année du Championnat de Rio de Janeiro en 2016